# Flux (엘리 굴딩의 노래)
《Flux》는 2019년 3월 1일에 발매된 엘리 굴딩의 노래이다. 폴리도르 레코드에 의해 발매되었다.

## 곡 목록
| #  | 제목     | 재생 시간 |
| -- | -------- | --------- |
| 1. | 〈Flux〉 | 3:49      |